# Silnik rakietowy P241
P241 – francuski silnik rakietowy na paliwo stałe, stanowiący jednocześnie człon dodatkowy rakiet rodziny Ariane 5. Rozwijany w latach 1996-2002.